# Fakhr al-Din Ahmad
Fakhr al-Din Ahmad fou un amir de Xah Rukh que va exercir les funcions de visir principal o visir en cap del 1405 fins al 1416. Era un sayyid de menys de 30 anys quan va arribar al Khurasan procedent de Samarcanda per servir a Xah Rukh quan va pujar al poder Khalil Sultan. Era un home de considerable riquesa que havia acumulat dedicant-se al comerç.
El 1406 ja apareix al front del diwan d'Herat amb Ali Xaqani (que treballava al diwan des de 1402) com a subordinat. El 1407, Fakhr al-Din va ser desallotjat per dos visirs que havien estat actius durant la vida de Tamerlà, Sayyid Zain al-Abidin i sobretot Ghiyath al-Din Salar Simnani, un home dur i ambiciós procedente de l'administració tributària de Yazd. Aparentment, Ghiyath al-Din va ser l'iniciador de l'acció i va ser ell qui va declarar contra Fakhr al-Din. Inicialment va ser nomenat primer visir Zain al-Abidin però després de només quatre mesos al càrrec, va ser destituït i l'antic cap de dıwan, Shams al-Din Muhammad Simnani, el va substituir, però ocupant un lloc secundari en relació al de Ghiyath al-Din Salar Simnani. Ghiyath al-Din va agafar el càrrec de visir principal però va copmetre abusos i a finals del 1408, les seves accions van provocar una rebel·lió de diversos dels principals emirs de Xah Rukh. Sayyid Fakhr al-Din no va trigar a treure profit d'aquest esdeveniment; va acusar Ghiyath al-Din Salar de malversar una gran quantitat de diners: 300 tumens; i va aconseguir demostrar el seu cas. Fakhr al-Din, d'acord amb amirs perjudicats van dissenyar la seva caiguda. El 1408 Ghiyath al-Din va morir i Fakhr al-Din va tornar al seu lloc com a cap de l'administració o sahib diwan, de nou amb Ali Xaqani com a subordinat, i va conservar la supremacia fins al 819/1416. A partir d'allí va actuar de manera venjativa contra els que l'havien denunciat i després contra tothom, extorquint tot el que podia. Va adquirir molta riquesa i es va tornar orgullós i ambiciós. Mai cap visir ni amir havia adquirit tanta riquesa. Sembla probable que la intimidació fos la principal font de poder de Sayyid Fakhr al-Din.
El 1409–10 va ser acomiadat una estona del dıwan, potser a instàncies de Sayyid Zayn al-Abidin, que havia tornat al dıwan l'any anterior i que va assumir el relleu i la càrrega de treball en absència de Fakhr al-Din. Però, al cap de poques setmanes, Fakhr al-Din va recuperar el seu càrrec i els funcionaris que havien declarat en contra seu es van veure fortament multats. Amb el pas del temps, les accions de Sayyid Fakhr al-Din es van tornar cada vegada més escandaloses. Els historiadors expliquen que totes les persones havien de venir com a peticionaris a la seva porta i es complaïa en fer-los esperar o en marxar -se sense concedir audiència. Finalment, el sentiment contra ell es va fer massa gran perquè Xah Rukh passés per alt les malifetes de Fakhr al-Din.
El 1416 Baysunkur fou designat per supervisar el diwan. Va fer una investigació i va trobar irregularitats en les actuación de Fakhr al-Din per lo que va demanar a Xah Rukh que nomenés algú per compartir l'autoritat administrativa i fou designat Ahmad Daud, fill de Khoja Daud, un home eloqüent i experimentat que va limitar l'actuació de Fakhr al-Din, que estava molt contrariat; a mesura que el seu col·lega anava coneixent els seus secrets, Fakhr es va alarmar mes. Ahmad Daud va descobrir més informació sobre el comportament de Fakhr al-Din i li va fer saber a través de suggeriments que hauria d'arreglar la situació. Amb la disminució del poder de Fakhr al-Din, els seus subordinats de dıwan van començar a confiar en les intencions de Baysunkur i a declarar contra el seu superior.
El ex col·lega de Fakhr al-Din, Ali Xahkani es va comprometre a aportar proves contra el sahib diwan per l'apropiació de dos-cents tumans. Per una qüestió d'inventari es va sol·licitar de diversos personatges la reposició temporal al tresor públic d'algunes quantitats que havien disposat que havien estat en realitat per Fakhr al-Din; els afectats van traslladar la petició al sahib diwan que els va donar llargues; un d'aquests homes era Khoja Pir Ali, fill de Khoja Pir Muhammad Baiazet, al corrent de molts dels secrets de Fakhr al-Din; molest amb aquest per que no li retornava els diners que havia de reposar, va amenaçar amb revelar-ho tot. A mesura que l'afer es feia més públic, el tresorer va entrar en pànic i va exigir la devolució dels diners, però els prestataris van dir-li que no tenien els diners ja que no eren per a ells i no ho podien retornar doncs els havien entregat a Fakhr al-Din. L'escandol va arribar a orelles de Xah Rukh, que va ordenar una investigació; Xah Rukh, seguint les lleis formals de l'evidència, va castigar primer el funcionari que realment havia prestat els diners, i Fakhr al-Din va continuar una estona com a visir. Pir Ali va revelar que la suma disposada del tresor l'havia entregat a Fakhr al-Din, cosa que aquest va negar; però els altres deutors que es trobaven en la mateix situació també van acusar Fakhr al-Din i es va fer impossible que aquest aguantés. Va acceptar un deute de 200 tumens, amb l'esperança d'evitar més investigacion, a pagr en termini d'un any. Però la cosa va anar a pitjor i finalment fou detingut i carregat de cadenes.
Fakhr va suplicar a Baysunkur i va al·legar al seu favor ser descendent del Profeta però aquest va respondre que Mahoma no ho hauria aprovat i que una ascendència il·lustre no justificava actes culpables. Fakhr va demanar aleshores la intercessió de la princesa Ghawhar Xad Agha, la mare de Baysunkur, que va induir al príncep a alliberar a Fakhr però no el va lliurar del pagament. Desesperat, va intentar recollir els diners necessaris demanant diners en préstec, en efectiu i espècie, amb qualsevol pretext possible, intentant aconseguir el conjunt de la quantitat i recuperar la seva posició. La seva salut, però, es va deteriorar i va morir el juny-juliol de 1417, quan encara no tenia quaranta anys lunars. Poc després era anomenat sahib diwan Ghiyath al-Din Pir Ahmad Khwafi.

## Referència
- Power, Politics and Religion in Timurid Iran, per Beatrice F. Manz, Cambridge University Press, 2007, ISBN 978-0-511-26931-8.